# Thurman
Thurman és una població dels Estats Units a l'estat d'Iowa. Segons el cens del 2000 tenia 236 habitants.

## Demografia
Segons el cens del 2000, Thurman tenia 236 habitants, 81 habitatges, i 60 famílies. La densitat de població era de 162,7 habitants/km².
Dels 81 habitatges en un 39,5% hi vivien nens de menys de 18 anys, en un 63% hi vivien parelles casades, en un 8,6% dones solteres, i en un 25,9% no eren unitats familiars. En el 18,5% dels habitatges hi vivien persones soles el 6,2% de les quals corresponia a persones de 65 anys o més que vivien soles. El nombre mitjà de persones vivint en cada habitatge era de 2,91 i el nombre mitjà de persones que vivien en cada família era de 3,38.
Per edats la població es repartia de la següent manera: un 33,5% tenia menys de 18 anys, un 5,1% entre 18 i 24, un 28,4% entre 25 i 44, un 22,5% de 45 a 60 i un 10,6% 65 anys o més.
L'edat mediana era de 35 anys. Per cada 100 dones de 18 o més anys hi havia 101,3 homes.
La renda mediana per habitatge era de 34.583 $ i la renda mediana per família de 38.438 $. Els homes tenien una renda mediana de 26.667 $ mentre que les dones 26.250 $. La renda per capita de la població era de 13.851 $. Entorn del 7% de les famílies i el 16,4% de la població estaven per davall del llindar de pobresa.

## Poblacions més properes
El següent diagrama mostra les poblacions més properes.